# Sinocrossocheilus
Genre
Sinocrossocheilus est un genre de poissons téléostéens de la famille des Cyprinidae et de l'ordre des Cypriniformes. Ce genre est endémique de la Chine.

## Liste des espèces
Selon FishBase (21 septembre 2015):
- Sinocrossocheilus guizhouensis Wu, 1977
- Sinocrossocheilus labiatus Su, Yang & Cui, 2003
- Sinocrossocheilus megalophthalmus Chen, Yang & Cui, 2006